# Кресты (Камчатский край)
Кресты — бывшее село в Усть-Камчатском районе Камчатского края России.

## География
Располагалось на восточном берегу реки Камчатки, в одноимённом урочище, близ устья реки Крестовки.

## История
Появление у Крестов датируется XVIII веком, когда казаки установили православный крест, как символ присоединения Камчатки к России. Место давно было заселено ильменскими племенами, но после эпидемии тифа 1799 до 1800 годов большая часть населения погибла и только в начале 19 века несколько русских крестьянских семей поселились в этих местах. В качестве каюрной повинности они должны были обеспечить должностным лицам проживание и питание во время их путешествий. В 1876 году здесь проживало 48 человек. После Гражданской войны в России, здесь жили несколько офицеров бывшей Белой армии. В начале 1930-х, во время коллективизации, работал колхоз «Красное Знамя», члены которого занимались сельским хозяйством, рыболовством и охотой. Из-за того, что расположение села было слишком близким к реке и из-за наводнений, а также потому что считалось, что сельскохозяйственные угодья были плохими, целое село переехало в новое место, в 10 километрах к юго-западу, где уже с 1926 года существовала деревня Красный Яр. Небольшая часть населения осталась в Крестах, постепенно население иссякало, и после Второй мировой войны село опустело.